# Jean d'Aule
Jean d'Aule ou Jean de La Salle (né à Buzy en 1445 et mort vers 1522) est un ecclésiastique qui fut évêque de Couserans de 1475 à 1515 puis évêque de Lescar de 1515 jusqu'à sa mort.

## Biographie
Jean d'Aule selon la Gallia Christiana, nommé par les autres sources Jean de La Salle, fils d'un certain Guichard, nait vers 1445 à Buzy, près d'Arudy. Il est parmi les jeunes béarnais envoyés faire leurs études au collège de Foix fondé à Toulouse par le cardinal Pierre de Foix le Vieux. Il s'attache à Pierre de Foix le Jeune qu'il accompagne en Italie. Revenu en France, il est nommé évêque de Couserans à 30 ans, le 15 décembre 1475. Jean d'Aule, surnommé le Bon évêque, est à l'origine des voûtes de la nef de la cathédrale Notre-Dame-de-la-Sède de Saint-Lizier et d'aménagements, dont un cloître et un clocher aujourd'hui disparus.
En 1488, Madeleine de France le charge d'une ambassade auprès du roi Charles VIII de France. À la mort du cardinal Pierre de Foix le Jeune en 1490, il devient « Chancelier des Pays de Foix et de Béarn ». Le 10 janvier 1494, il assiste à Pampelune au couronnement de la reine Catherine de Navarre et du roi Jean d'Albret et il remplace l’évêque local absent.

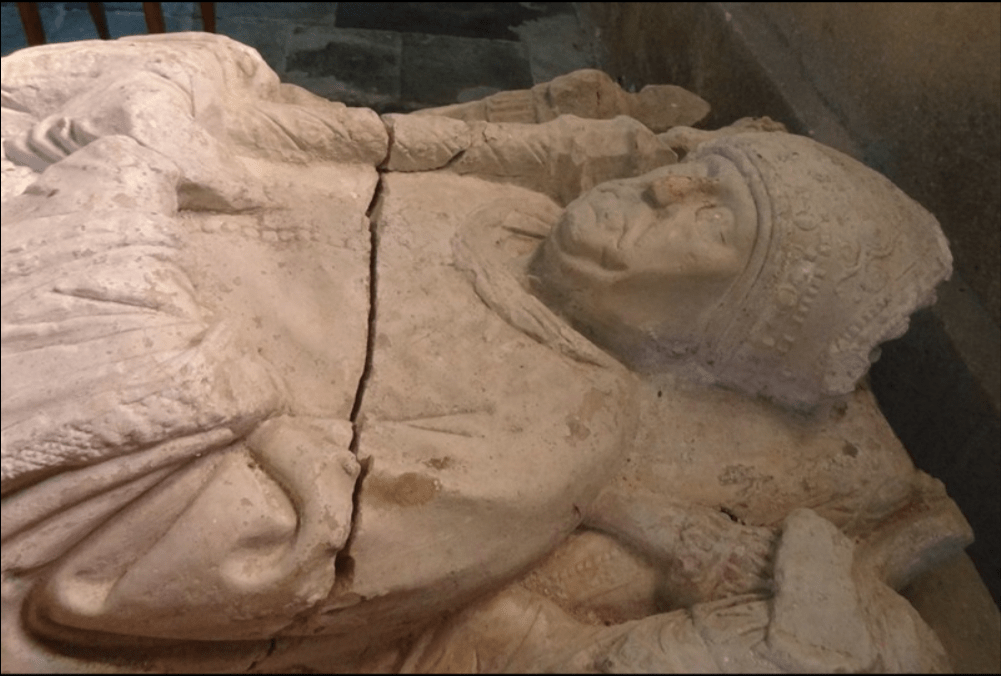
Gisant de Jean d'Aule, dans l'église de Buzy-en-Béarn.

Anobli par la reine, il résigne son siège épiscopal en faveur de Charles de Grammont et il est transféré à l'évêché de Lescar en 1515 (où il est nommé évêque le 20 juin 1515). Il meurt sur ce siège épiscopal en 1522, son successeur Paul de Béarn étant nommé le 16 octobre 1522. Son tombeau se trouve dans l'église de Buzy.